# Conférences internationales durant la guerre froide
La guerre froide a connu une forte activité diplomatique, du fait précisément de la volonté des deux Grands, les États-Unis et l'Union soviétique, d'éviter un conflit ouvert direct entre eux en raison des risques de destruction mutuelle résultant des armes nucléaires qu'ils possédaient. Pour autant l'affrontement entre les deux Grands a été très intense, prenant diverses formes - dont de manière non exhaustive : conflits locaux, guerre secrète, propagande, soutien à des régimes favorables - et donnant à la diplomatie un rôle important soit pour régler des situations de crise ou des conflits locaux, soit pour diminuer le coût insupportable de la course aux armements, soit pour tenter d'en tirer un bénéfice direct aux dépens de l'autre Grand.
La forme la plus spectaculaire de diplomatie pendant la guerre froide a été celle des grandes conférences, rassemblant parfois pendant des semaines, voire des mois, des acteurs majeurs de la politique internationale et constituant autant des lieux de négociation que des tribunes pour les uns et les autres.
Ces conférences peuvent être classées autour de quelques grandes thématiques qui ont occupé une place importante pendant toute la guerre froide :
- les crises et conflits dont l'ONU et plus particulièrement le Conseil de sécurité ont été saisis ;
- les sommets directs entre les États-Unis et l'URSS ;
- les négociations de paix en Europe après la Seconde Guerre mondiale ;
- les négociations sur la sécurité et la limitation des armements nucléaires et conventionnels ;
- l'émergence et la structuration du mouvement des non alignés.

## Le Conseil de sécurité de l'ONU dans la guerre froide

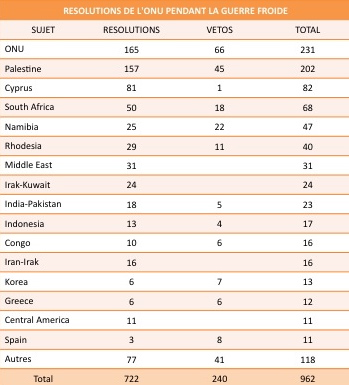
Statistiques des résolutions votées et des vétos au Conseil de sécurité de l'ONU, de 1946 à 1991.

Par destination, les Nations unies ont été après la seconde guerre mondiale et pendant toute la guerre froide le lieu privilégié des relations internationales. Le Conseil de sécurité en a été l'instrument opérationnel majeur, dans le cadre duquel toutes les crises internationales de la guerre froide ont fait l'objet de discussions ouvertes ou secrètes et de l'élaboration de résolutions soumises au vote de ses membres. De 1946 à 1991, 722 résolutions ont été votées et 240 projets de résolution ont été bloqués par le véto d'un ou plusieurs des 5 membres permanents.
L'Union soviétique est le pays qui a le plus utilisé son droit de blocage du vote d'une résolution avec 118 vétos exercés, pour 69 vétos par les États-Unis, 32 pour la Grande-Bretagne, 18 pour la France et 3 pour la Chine, soit un total de 240.
Les sujets portés devant le Conseil de sécurité ont été le fonctionnement des Nations-Unies elles-mêmes, avec notamment les votes relatifs à l'admission de nouveaux membres, mais surtout toutes les grandes crises internationales, au premier rang desquels la question de la Palestine et plus largement les conflits qui ont secoué le Moyen-Orient à répétition pendant toutes ces années. Viennent ensuite les crises à Chypre, en Afrique du Sud, en Namibie et en Rhodésie.

## Les conférences au sommet entre les deux Grands, États-Unis et Union soviétique
Pendant la Seconde Guerre mondiale, trois conférences au sommet eurent lieu entre les dirigeants américains, soviétiques et anglais. Cette pratique cessa après la guerre pour laisser la place à des conférences au niveau ministériel entre 1945 et 1955. En 1955, un nouveau sommet se tint à Genève sur l'initiative de Churchill, relançant cette pratique qui deviendra assez régulière jusqu'à la fin de la guerre froide. De 1959 à 1991, vingt-deux sommets eurent lieu, la plupart entre américains et soviétiques seuls. Ces sommets traduisirent essentiellement la volonté de diminuer les risques de guerre nucléaire et de réduire les coûts énormes de la course aux armements par la limitation des arsenaux nucléaires de part et d'autre.

## Les conférences sur la paix en Europe après la seconde guerre mondiale
Celles-ci ont eu pour but principal de régler la question de l'Allemagne après la seconde guerre mondiale. Les plus importantes sont listées ci-après.

### Conférence de Moscou de 1947
Elle s'est tenue du 10 au 25 avril 1947 et réunissait les ministres des Affaires étrangères des « Quatre » : États-Unis, Union soviétique, Royaume-Uni et France. Cette conférence sera un échec, les puissances n'arrivant pas à trouver un consensus sur le statut de l'Allemagne occupée, marquant ainsi la fin de la coopération entre les anciens alliés.

### Conférence de Londres de 1947
Elle réunit les mêmes acteurs que celle de Moscou. Cette « conférence de la dernière chance » s'achève en décembre 1947 sur un nouvel échec des « Quatre » à régler le problème allemand.

### Conférences de Londres de 1948
Ces deux conférences concernent seulement les trois pays qui contrôlent l'Allemagne occidentale : États-Unis, Royaume-Uni et France. La première, qui s'est déroulée du 23 février au 6 mars 1948, aboutit à un échec du fait de l'attitude de la France, qui conditionne son accord au problème sarrois. La seconde reprend le 20 avril et se conclut le 1er juin sur un accord de principe pour l'organisation de l'Allemagne occidentale : une Assemblée constituante (le Conseil parlementaire) serait élue. L'Autorité internationale de la Ruhr contrôlera la région et s'assurera de sa démilitarisation.

### Conférence de Varsovie 1948
Cette conférence tenue le 24 juin 1948 regroupe seulement les ministres des Affaires étrangères des pays d'Europe de l'Est. Les participants critiquent vivement les mesures du 1er juin, lors de la conférence de Londres, au sujet de l'Allemagne occidentale. Ce même jour et en partie pour les mêmes raisons, sera décrété le blocus de Berlin.

### Conférence de Paris de 1949
Se déroulant du 23 mai au 11 juin 1949, elle regroupe les ministres des Affaires étrangères des « Quatre », au sujet de l'Allemagne, sans déboucher sur un accord.

### Conférence des occidentaux à Paris en 1949
Le 9 novembre 1949, les ministres des Affaires étrangères des 3 puissances occidentales proclament leur volonté d'intégrer la République fédérale d'Allemagne dans le bloc occidental, notamment dans l'OTAN.

### Conférence de Berlin de 1954
Organisée à l'initiative de Winston Churchill, elle s'est déroulée du 25 janvier au 18 février 1954. Les ministres des Affaires étrangères des pays administrateurs de l'Allemagne s'y retrouvent. Mais les discussions aboutissent à un nouvel échec sur la recherche d'un accord entre les « Quatre » au sujet du statut de l'Allemagne et de l'Autriche. Cependant, ils s'entendent pour organiser les suites de l'armistice en Corée.

### Conférence de Genève de 1954
Elle se déroule du 26 avril au 21 juillet 1954, à laquelle participent des représentants des États-Unis, de l'URSS, du Royaume-Uni, de la France et de la Chine. La question de l'Indochine y est réglée, après de longues discussions entre les Français et le Việt Minh, et aboutit à la signature des accords de Genève. Cependant, on constate par ailleurs l'impossibilité d'une réunification coréenne.

### Conférences de Genève de 1955
Du 18 au 23 juillet 1955, le président américain Eisenhower, le soviétique Nikita Khrouchtchev, l'anglais Anthony Eden et le président du Conseil français Edgar Faure se réunissent (pour la première fois depuis la guerre) sur la question de la réunification allemande. C'est un nouvel échec.
À la suite de cette première conférence, les ministres des Affaires étrangères des Quatre, l'américain John Foster Dulles, le français Antoine Pinay, le britannique Macmillan et le russe Molotov se réunissent du 27 octobre au 16 novembre 1955. Ils ne trouvent pas de terrain d'entente et le problème de la division allemande ne trouve toujours pas de solution.

### Conférence de Genève de 1959
Elle réunit cette fois les ministres des Affaires étrangères des Quatre, du 11 mai au 20 juin 1959. Elle aboutit de nouveau à un échec sur la question du statut de Berlin.

### Conférence de Paris de 1960
Conférence au sommet, en mai 1960, entre les quatre pays administrateurs de Berlin. Elle échoue à la suite de l'affaire de l'avion espion américain Lockheed U-2 abattu en Russie.

## Les négociations sur la sécurité et la limitation des armements nucléaires et conventionnels
Dans un climat de détente de la guerre froide, la communauté internationale a estimé dans les années 1960 qu'il fallait stopper la prolifération des armes nucléaires. La première étape fut la signature du Traité d'interdiction partielle des essais nucléaires, signé en 1963 à Moscou, par les États-Unis, l'URSS et la Grande-Bretagne. En 1968, une avancée majeure est réalisée par la conclusion du Traité de non-prolifération nucléaire (TNP) qui fut signé par la totalité des États du monde sauf l'Inde, le Pakistan et Israël.
Entamées en 1969, les négociations sur la limitation des armements stratégiques, entre les États-Unis et l'Union soviétique, aboutissent à la conclusion des traités SALT I en 1972 et SALT II en 1979. Ces accords sur la planification et le contrôle de la production d'armes stratégiques seront prolongés par le traité de réduction des armes stratégiques (START I et II, signés respectivement en 1991 et 1993).
Également, le Intermediate-Range Nuclear Forces Treaty (FNI) est signé en 1987. Enfin, les négociations MBFR (sur la réduction mutuelle et l'équilibre des forces en Europe), qui avaient été engagées dès 1973 entre le Pacte de Varsovie et l'OTAN, ont abouti à la signature en 1990 d'un important accord de désarmement des Forces armées conventionnelles en Europe.

## Conférences du mouvement des non alignés

### Conférence asiatique de New Delhi de 1947
Cette conférence réunit 25 pays asiatiques. Deux délégués du Tibet participèrent à cette conférence et le drapeau du Tibet flotta avec ceux des autres nations représentées. Le drapeau du Tibet leur fut remis par un messager du Kashag et ils le hissèrent durant la conférence comme demandé. Ils rencontrèrent Sarojini Naidu, Sardar Vallabhbhai Patel et Gandhi, qui leur expliquèrent qu’une brochure serait publiée et qu’elle pouvait leur permettre de témoigner de l’indépendance du Tibet. La conférence plénière se tint à Purana Qila, 32 délégations étaient présentes, chacune sous un dais, une plaque indiquant le nom du pays, et muni d’un drapeau national. La délégation du Tibet avait son drapeau, ainsi qu’une carte de l’Asie où le Tibet était figuré comme un pays séparé. Jawaharlal Nehru ouvrit la Conférence par une allocution accueillant les représentants des « lointains pays d’Asie et de nos voisins, l’Afghanistan, le Tibet, Le Népal, le Bhoutan, la Birmanie et Ceylan avec qui nous souhaitons tout spécialement coopérer en des rapports cordiaux et étroits ». Le délégué tibétain répondit « Le gouvernement tibétain a été invité à se joindre à la Conférence panasiatique. Nous sommes un pays qui administre ses sujets en se fondant sur des aspirations religieuses. Et le Tibet a des relations particulièrement amicales avec l’Inde depuis des temps anciens… ». Selon l'écrivain et journaliste Claude Arpi, directeur du pavillon tibétain d'Auroville, cette conférence démontre qu’en 1947 les dirigeants indiens du gouvernement intérimaire de l’Inde reconnaissaient le Tibet comme indépendant.
On y condamne aussi bien sûr la colonisation mais aussi la domination de l'économie mondiale par les puissances occidentales. C'est la première tentative de donner une identité à ce qu'Alfred Sauvy baptise en 1952 sous le nom de « Tiers Monde ».

### Conférence asiatique de New Delhi de 1949
En 1949, l'Égypte et l'Éthiopie rejoignent les « 25 », donnant naissance à « l'afro-asiatisme ».

### Conférence de Bandung de 1955
À l'initiative du groupe de Colombo, une conférence plus large et au discours plus ferme se tient en Indonésie du 18 au 24 avril 1955. Elle a pour objectif de démontrer la volonté des pays afro-asiatiques de rester à l'écart de la rivalité des blocs et d'affirmer leur indépendance dans les relations internationales. Cette conférence frappe par le nombre de pays présents et surtout par le fait que ni les États-Unis, ni la Russie ne sont présents: réelle affirmation de la volonté d'indépendance des non alignés.

### Conférence de Brioni de 1956
Il s'agit d'une rencontre entre Tito, Nasser et Nehru visant au rapprochement, à l'harmonisation quant au concept de non-alignement.

### Conférence du Caire de 1957
Elle se déroule à partir du 26 décembre et reprend la ligne politique dégagée à Bandung.

### Conférence de Belgrade de 1961
Celle-ci réaffirmera la notion de « non-alignement », sur l'assimilation des pays en voie de développement afro-asiatiques dans le mouvement tiers-mondiste. Les principaux acteurs en sont Nehru, Tito et Nasser.

### Conférence tricontinentale de La Havane de 1966
Elle se déroule du 3 au 15 janvier 1966 et regroupe les pays non alignés des continents sud-américain, africain et asiatique.